# Cresson (plante)
Pour les articles homonymes, voir Cresson.
Taxons concernés
- Familles comportant des « cressons » :
  - Brassicaceae
  - Asteraceae
  - Plantaginaceae
- Genres concernés :
  - Acmella
  - Barbarea
  - Cardamine
  - Lepidium
  - Nasturtium
- Espèces: Voir textemodifier

Le terme cresson est un nom vernaculaire donné à certaines plantes herbacées dicotylédones. Il provient du mot francique kresso qui désignait cette plante aquatique.
Une personne qui cultive le cresson est un cressiculteur.

## Liste de plantes appelées cresson
- Cresson alénois - Lepidium sativum
- Cresson de cheval - Veronica beccabunga, appelée aussi Véronique des ruisseaux  ou salade de chouette.
- Cresson de fontaine - Nasturtium officinale
- Cresson de terre - Barbarea verna
- Cresson de Pará - Acmella oleracea
- Cresson des prés - Cardamine pratensis
- Faux cresson des fontaines - Apium nodiflorum